# Antonio Colorado

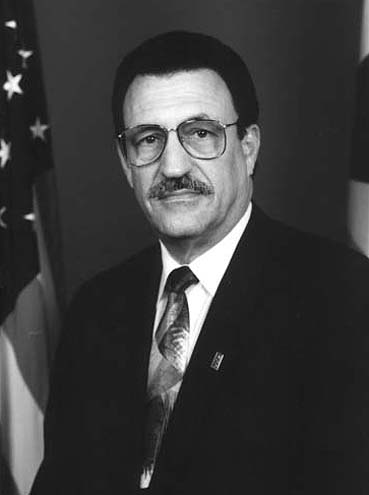
Antonio Colorado

Antonio J. Colorado Laguna (* 8. September 1939 in New York City) ist ein puerto-ricanischer Politiker. In den Jahren 1992 und 1993 vertrat er Puerto Rico als Delegierter (Resident Commissioner) im Repräsentantenhaus der Vereinigten Staaten.

## Werdegang
Antonio Colorado besuchte die der Universität von Puerto Rico angegliederte öffentliche Schule und danach die dortige High School. Bis 1962 studierte er an der Boston University. Nach einem anschließenden Jurastudium an der Universität von Puerto Rico und der Harvard University und seiner 1966 erfolgten Zulassung als Rechtsanwalt begann er ab 1969 in diesem Beruf zu arbeiten. Von 1966 bis 1968 war er juristischer Berater der Economic Development Administration of Puerto Rico in Steuerangelegenheiten. Im Jahr 1973 gehörte er einer Kommission zur Reform der Steuergesetzgebung von Puerto Rico an. Von 1978 bis 1980 hielt er an der Universität von Puerto Rico und der Interamerican University of Puerto Rico Vorlesungen zum Thema Steuerrecht. Im Jahr 1985 wurde er von Gouverneur Rafael Hernández Colón zum Beauftragten für wirtschaftliche Weiterentwicklung in Puerto Rico ernannt. Zwischen 1990 und 1992 übte er dort als Nachfolger von Sila María Calderón das Amt des Secretary of State aus. Politisch wurde er Mitglied der Demokratischen Partei und der puerto-ricanischen Partido Popular Democrático.
Nach dem Rücktritt des nicht stimmberechtigten Kongressdelegierten Jaime Fuster wurde Colorado zu dessen Nachfolger im Kongress ernannt, wo er am 4. März 1992 sein neues Mandat antrat. Da er bei den regulären Kongresswahlen des Jahres 1992 nicht bestätigt wurde, konnte er bis zum 3. Januar 1993 nur die laufende Legislaturperiode im Kongress beenden. Heute leitet er die Wiederaufbaubehörde in Ceiba. Dort war früher ein Marinestützpunkt der United States Navy, der nach der Standortschließung verkam. Nun wird dieses Gebiet neu belebt.